# Raion de Cēsis
El raion de Cēsis (letó Cesu rajons) és un dels nous raions en els quals es dividia administrativament Letònia abans de la reforma territorial administrativa de l'any 2009. La capital és Cēsis.